# Ligne palléale

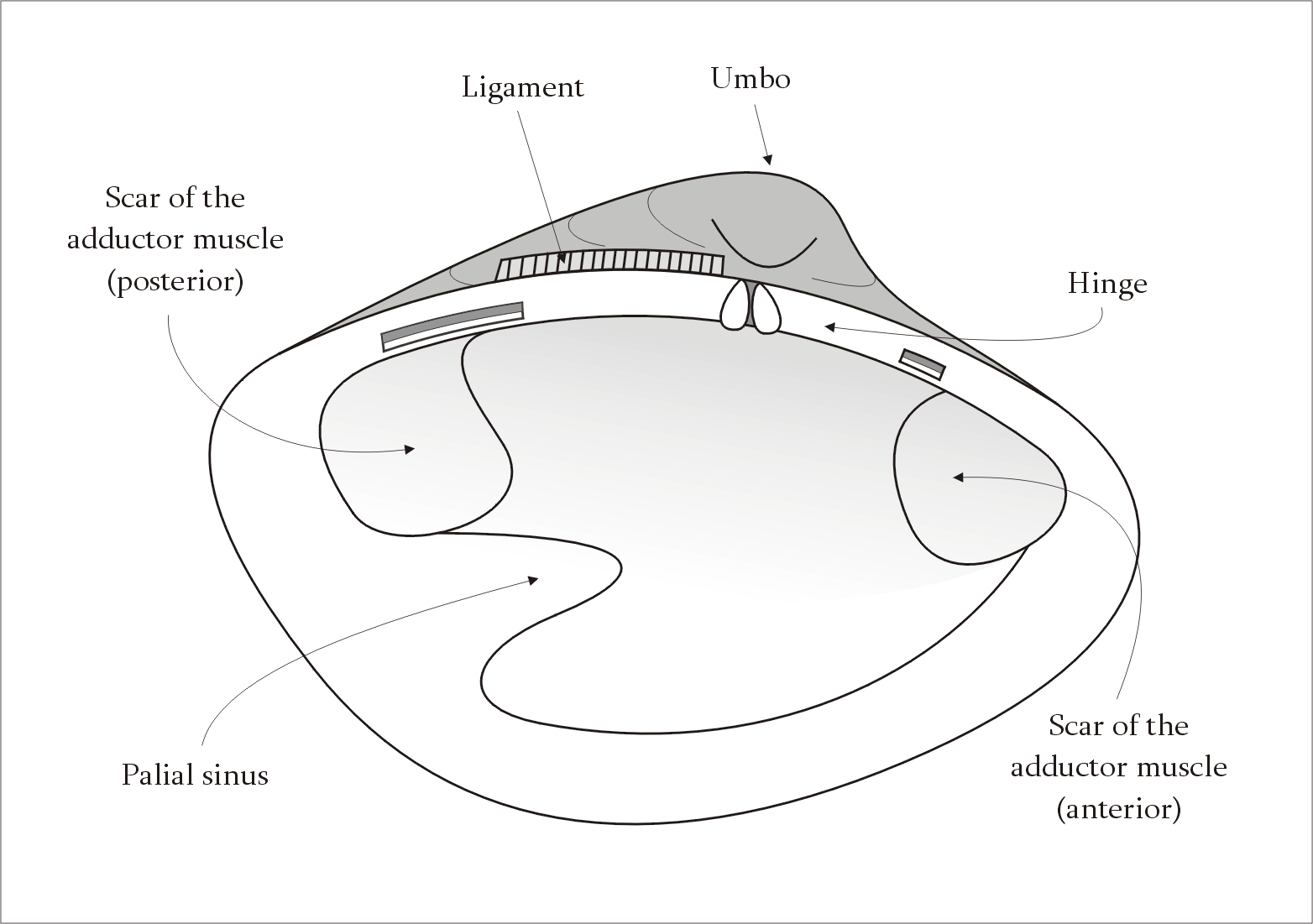
Intérieur de la valve gauche d'un Veneridae.

La ligne palléale est une marque linéaire visible à l'intérieur de chaque valve de la coquille des mollusques bivalves. Cette ligne correspond à l'endroit où les muscles rétracteurs du manteau sont reliés à la coquille. Chez les animaux qui ont deux muscles adducteurs, la ligne palléale passe généralement par les cicatrices de ces muscles (là où ils sont rattachés à la coquille). 
La position de la ligne palléale est souvent visible comme une ligne brillante sur l'intérieur plus terne de la coquille.